# منطقه بی‌طرف عربستان سعودی و کویت

منطقه بی‌طرف عربستان و کویت (۲ دسامبر ۱۹۲۲–۱۸ ژانویه ۱۹۷۰) (تأسیس شده توسط پیمان العقیر در دسامبر ۱۹۲۲)

منطقه بی‌طرف عربستان سعودی و کویت که به منطقه تقسیم‌شده نیز معروف است، منطقه‌ای به مساحت ۵٬۷۷۰ کیلومتر مربع (۲٬۲۳۰ مایل مربع) بود بین مرزهای عربستان سعودی و کویت که زمانی که مرز توسط پیمان العقیر در ۲ دسامبر ۱۹۲۲ تعیین شد، وضعیت مالکیت آن نامشخص باقی مانده بود.
به گفته دانیل یرگین، «منطقه بی‌طرف همان دو هزار مایل مربع بیابان بایر بود که توسط بریتانیا در سال ۱۹۲۲ در راستای ترسیم مرز بین کویت و عربستان سعودی ایجاد شد. به منظور سازگاری با بادیه‌نشینانی که بین کویت و عربستان سعودی سرگردان بودند و ملیت برایشان مفهومی مبهم بود، توافق شد که دو کشور بر این منطقه حاکمیت مشترک داشته باشند.»
در این منطقه که بعداً «منطقه بی‌طرف» یا «منطقه تقسیم شده» نامیده شد، پیمان العقیر بیان کرد: «تا زمانی که از طریق خدمات شایسته دولت بریتانیای کبیر توافق‌نامه دیگری حاصل شود، و دولت نجد و کویا در این باره توافق دیگری کنند، دولت نجد و کویت در این خصوص از حقوق مساوی برخوردار خواهند بود.
با این حال، تا زمانی که در سال ۱۹۳۸ نفت در بورگان (برقان) کویت کشف شد، دو طرف علاقه چندانی به یک حل و فصل قطعی تر «منطقه بی‌طرف" نشان ندادند. با امکان کشف نفت در خود «منطقه بی‌طرف»، امتیازاتی در سال‌های ۱۹۴۸–۱۹۴۹ توسط هر دو دولت به شرکت نفتی وسترن آمینو اویل و پاسیفیک اعطا شد. نفت در مارس ۱۹۵۳ کشف شد. بعداً دو کشور طبق یک توافقنامه عملیاتی مشترک از نفت بهره‌برداری کردند.
در سال ۱۹۵۷، عربستان سعودی قرارداد امتیازی را با شرکت نفت عرب متعلق به ژاپن و کویت در سال ۱۹۵۸ امضا کرد. تاریخ این امتیاز در سال ۲۰۰۰ منقضی شد. این شرکت اولین کشف فراساحلی خود را در ژانویه ۱۹۶۰ انجام داد.
مذاکرات تقسیم منطقه اندکی پس از دیدار حاکمان کویت و عربستان سعودی آغاز شد و در اکتبر ۱۹۶۰ تصمیم گرفتند که منطقه بی‌طرف باید تقسیم شود. در ۷ ژوئیه ۱۹۶۵، دو دولت توافق‌نامه‌ای را در این مورد امضا کردند (که در ۲۵ ژوئیه ۱۹۶۶ اجرایی شد). در ۱۷ دسامبر ۱۹۶۷ توافقنامه مرزبندی برای تقسیم منطقه بی‌طرف امضا شد، اما به‌طور رسمی تا زمان مبادله اسناد و امضا که در ۱۸ دسامبر ۱۹۶۹ در کویت انجام شد، عملی نشد. پس از تصویب در ۱۸ ژانویه ۱۹۷۰، موافقت نامه در روزنامه رسمی کویت در ۲۵ ژانویه ۱۹۷۰ منتشر شد.
این منطقه هرگز کد ایزو ۳۱۶۶ را به خود اختصاص نداد زیرا قبل از پذیرش ایزو ۳۱۶۶ در سال ۱۹۷۴ تقسیم‌بندی شده بود.
این منطقه در طول جنگ اول خلیج فارس در سال ۱۹۹۱ پس از تهاجم و اشغال کویت، توسط نیروهای عراقی تسخیر شد. با این حال، نیروهای ائتلاف متشکل از نیروهای آمریکایی و سعودی، حمله عراق را دفع کردند و منطقه و بقیه کویت را آزاد کردند.
به‌رغم اینکه عنوان «منطقه بی‌طرف» از این منطقه نیم قرن است برداشته شده، برداشت نفت از آن هنوز با توافقات دو کشور انجام می‌شود.